# Licos de Fares
Licos de Fares (en llatí Lycus, en grec antic Λύκος) fou un general de la Lliga Aquea, natural de Fares a Acaia, lloctinent d'Àrat de Sició el 217 aC.
Va derrotar a Eurípides d'Etòlia, militar etoli, que actuava com a general d'Elis. Al mateix any Eurípides va avançar amb les seves forces etòlies contra Tritea, a Acaia i Licos llavors va envair l'Èlide i en una ben planificada emboscada va matar 200 eleans i en va fer 80 de presoners a més a més d'un important botí, segons explica Polibi.